# Security hacker
Un security hacker è qualcuno che cerca di violare le difese e sfruttare le debolezze di un computer o di una rete. Gli hacker possono essere motivati da una moltitudine di motivi, come il profitto, la protesta, la raccolta di informazioni, la sfida, il divertimento, o per valutare le debolezze di un sistema con lo scopo di contribuire a formulare difese contro potenziali hacker. La sotto cultura che si è evoluta intorno agli hacker è spesso definita come computer underground.
Si è creato un lungo dibattito riguardo al vero significato del termine. In questo dibattito è emerso che secondo i programmatori il termine hacker si riferisce semplicemente a qualcuno con una comprensione avanzata dei computer e delle reti informatiche, e che il cracker è il termine più appropriato per coloro che si infiltrano nei computer altrui, sia che siano criminali (black hat) sia che siano esperti di sicurezza informatica (white hat). Un articolo del 2014 ha concluso che "... il significato di black-hat predomina ancora nel pubblico".

## Storia

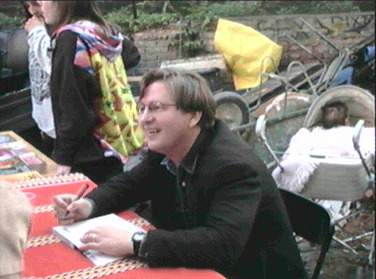
Bruce Sterling, autore di The Hacker Crackdown

Nella sicurezza informatica, un hacker è qualcuno che si concentra sui meccanismi di sicurezza dei sistemi di computer e di rete. Pur includendo coloro che si sforzano di rafforzare tali meccanismi, è più spesso utilizzato dai media di massa e dalla cultura popolare per fare riferimento a coloro che cercano l'accesso nonostante queste misure di sicurezza. Cioè, i media ritraggono l'hacker come un cattivo. Tuttavia, alcune parti della sotto cultura vedono come loro obiettivo la correzione di problemi di sicurezza e utilizzano la parola in senso positivo. White hat è il nome dato agli hacker etici che utilizzano l'hacking in modo utile. I white hat stanno diventando una parte necessaria del campo della sicurezza informatica. Essi agiscono seguendo un codice secondo cui infiltrarsi nei computer altrui è considerato negativo, ma che la scoperta e lo sfruttamento dei meccanismi di sicurezza e l’ingresso non autorizzato nei computer è ancora un'attività interessante che può essere fatta eticamente e legalmente. Di conseguenza, il termine ha forti connotazioni positive o negative, a seconda del contesto.
La sotto coltura attorno a tali hacker è chiamata network hacker subculture, hacker scene o computer underground. Si sviluppò inizialmente nel contesto del phreaking durante gli anni '60 e nell’ambito dei microcomputer BBS degli anni '80. È collegata alla rivista 2600 The Hacker Quarterly e al newsgroup alt.2600.
Nel 1980, un articolo del numero di agosto di Psychology Today (con commento di Philip Zimbardo) usa il termine "hacker" nel suo titolo: "The Hacker Papers". Questo articolo era un estratto da una discussione dello Stanford Bulletin Board sulla natura coinvolgente dell'uso del computer. Nel film Tron del 1982, Kevin Flynn (Jeff Bridges) descrive le sue intenzioni di entrare nel sistema informatico di ENCOM, dicendo: "Stavo facendo un po' di hacking". CLU è il software che lui utilizza per questo scopo. Nel 1983, hacking nel senso di rompere la sicurezza del computer era già stato utilizzato come gergo informatico, ma non c'era nessuna consapevolezza pubblica su tali attività. Tuttavia, il rilascio del film Wargames quell'anno, con un'intrusione informatica in NORAD, ha sollevato la convinzione pubblica che gli hacker di sicurezza informatica (in particolare gli adolescenti) potrebbero costituire una minaccia per la sicurezza nazionale. Questa preoccupazione è diventata reale quando nello stesso anno una banda di hacker adolescenti a Milwaukee, nel Wisconsin, conosciuto come The 414s, si è infiltrata nei sistemi informatici sia degli Stati Uniti che del Canada, inclusi quelli del Los Alamos National Laboratory, del Sloan-Kettering Cancer Center e della Security Pacific Bank. Il caso ha attirato rapidamente l'attenzione dei media, e il diciassettenne Neal Patrick è risultato come il portavoce della banda. È stata pubblicata una cover story in Newsweek intitolata "Beware: Hackers at play", con la fotografia di Patrick sulla copertina. L'articolo di Newsweek sembra essere il primo in cui la parola hacker da parte dei media principali è usata nel senso negativo.
Sotto la pressione mediatica, Dan Glickman chiese un'indagine e iniziò a lavorare sulle nuove leggi contro il computer hacking. Neal Patrick testimoniò davanti alla Camera dei rappresentanti degli Stati Uniti il 26 settembre 1983, sui pericoli del computer hacking e furono introdotte sei proposte di legge riguardanti il crimine informatico in quella Camera quello stesso anno. Come conseguenza di queste leggi contro la criminalità informatica, white hat, grey hat e black hat cercano di distinguersi l'uno dall'altro, a seconda della legalità delle loro attività. Questi conflitti morali sono espressi in "Manifesto hacker" di The Mentor, pubblicato nel 1986 in Phrack.
L'uso del termine hacker con il significato di criminale informatico è stato anche promosso con il titolo "Stalking the Wily Hacker", un articolo di Clifford Stoll nel maggio 1988 del Communications of the ACM. Più tardi quell'anno, l’uscita da parte di Robert Tappan Morris, Jr. del cosiddetto Morris worm ha causato nei media più popolari la diffusione di questo uso. La popolarità del libro di Stoll The Cuckoo's Egg, pubblicato un anno dopo, ha ulteriormente intensificato l’utilizzo del termine nel pubblico.

## Classificazioni
Diversi sottogruppi del computer underground con diverse opinioni usano termini diversi per demarcarsi tra di loro, oppure cercano di escludere un gruppo specifico con cui non sono d'accordo.
Eric Steven Raymond, autore di The New Hacker's Dictionary, sostiene che i membri del computer underground dovrebbero essere chiamati cracker. Tuttavia, queste persone vedono sé stessi come hacker e tentano addirittura di includere le opinioni di Raymond in quella che loro vedono come una cultura hacker più ampia, una visione che Raymond ha rigidamente rifiutato. Invece della dicotomia tra hacker e cracker, essi danno rilievo a diverse categorie, come il white hat, il grey hat, il black hat e lo script kiddie. A differenza di Raymond, di solito riservano il termine cracker per un’attività più maliziosa.
Secondo Ralph D. Clifford, cracking significa "ottenere un accesso non autorizzato ad un computer per commettere un altro crimine come la distruzione delle informazioni contenute in quel sistema". Questi sottogruppi possono anche essere definiti dallo status giuridico delle loro attività.

### White hat
Un "white hat" hacker rompe la sicurezza per motivi non maliziosi, ma o per testare il proprio sistema di sicurezza, o per eseguire penetration test o per valutazioni di vulnerabilità per un cliente - oppure mentre lavora per un'azienda di sicurezza che crea software di sicurezza. Il termine è generalmente sinonimo di hacker etico e l’EC-Counsil, tra gli altri, ha sviluppato certificazioni, corsi, classi e formazione on-line che coprono diversi ambiti dell’etica hacker.

### Black hat
Un “black hat” hacker è un hacker che "viola la sicurezza del computer per piccoli motivi al di là della malizia o del guadagno personale" (Moore, 2005). Il termine è stato coniato da Richard Stallman per contrastare la malizia di un hacker criminale contro lo spirito di giocosità e di esplorazione della cultura hacker, o l’etica del white hat hacker che svolge funzioni di hacking per identificare luoghi da riparare o come mezzo legittimo di impiego. I black hat hacker formano i gruppi di hacking stereotipati e illegali spesso rappresentati nella cultura popolare e sono “la personificazione di tutto ciò che il pubblico teme in un criminale informatico".

### Grey hat
Un grey hat hacker è una via di mezzo tra un black hat hacker e un white hat hacker. Un grey hat hacker può navigare in Internet e hackerare un sistema informatico per il solo scopo di informare l'amministratore che il loro sistema ha un difetto di sicurezza, ad esempio. Possono poi offrirsi per correggere il difetto a pagamento. I grey hat hacker a volte trovano un difetto in un sistema e rendono noti i fatti al mondo anziché a un gruppo di persone. Anche se i grey hat hacker potrebbero eseguire l'hacking in un sistema non per guadagno personale, l'accesso non autorizzato ad un sistema può essere considerato illegale e non etico.

### Elite hacker
Uno status sociale tra gli hacker, quello di élite è usato per descrivere i più esperti. Gli exploit appena scoperti circolano tra questi hacker. I gruppi di Elite come i Masters of Deception hanno conferito una certa credibilità ai loro membri.

### Script kiddie
Uno script kiddie (noto anche come skid or skiddie) è un hacker non qualificato che si infiltra nei sistemi informatici usando strumenti automatizzati scritti da altri (di solito da altri black hat hacker), da qui il termine script (cioè un piano predisposto o insieme di attività) kiddie (cioè ragazzo, bambino-un individuo privo di conoscenza e di esperienza, immaturo), per indicare di solito qualcuno con poca conoscenza del concetto sottostante.

### Neofita
Un neofita ("newbie"o "noob") è qualcuno che è nuovo nell’ambito dell'hacking o del phreaking e non ha quasi alcuna conoscenza o esperienza nei processi di tecnologia e hacking.

### Blue hat
Un blue hat hacker è qualcuno al di fuori di società di consulenza informatica che è abituato a testare un sistema prima del suo lancio per controllare la presenza di bug, alla ricerca di exploit in modo che possano essere chiusi. Microsoft usa anche il termine BlueHat per rappresentare una serie di eventi di briefing sulla sicurezza.

### Hacktivisti
Un hacktivista è un hacker che utilizza la tecnologia per pubblicizzare un messaggio sociale, ideologico, religioso o politico.
L’hacktivismo può essere suddiviso in due gruppi principali:
- Cyberterrorismo — Attività che coinvolgono attacchi di defacing o di denial of service di siti web; e,
- Libertà d'informazione — Rendere disponibili informazioni non pubbliche o pubbliche in formati non leggibili dalla macchina, accessibili al pubblico.

### Nation state
Agenzie di intelligence e operatori di guerra cibernetica degli stati nazionali.

### Bande criminali organizzate
Gruppi di hacker che svolgono attività di criminalità organizzata per profitto.

## Attacchi
Un approccio tipico in un attacco su un sistema collegato a Internet è:
1. Network enumeration: individuazione delle informazioni sull'obiettivo previsto.
2. Analisi delle vulnerabilità: individuare possibili modi di attacco.
3. Exploitation: tentativo di compromettere il sistema impiegando le vulnerabilità rilevate attraverso l'analisi delle vulnerabilità.[28]

Per farlo, esistono diversi strumenti ricorrenti in commercio e delle tecniche utilizzate dai criminali informatici e dagli esperti in materia di sicurezza.

### Security exploit
Un security exploit è un'applicazione che sfrutta una debolezza nota. Esempi comuni di security exploit sono l’SQL injection, il cross-site scripting e il cross-site request forgery che abusano dei buchi di sicurezza che potrebbero derivare da una pratica di programmazione non conforme. Altri exploit potrebbero essere utilizzati tramite File Transfer Protocol (FTP), Hypertext Transfer Protocol (HTTP), PHP, SSH, Telnet e alcune pagine Web. Questi sono molto comuni nell’hacking del sito Web e del dominio Web.

### Tecniche
Scansione delle vulnerabilità
Uno scanner delle vulnerabilità è uno strumento utilizzato per controllare rapidamente i computer in una rete per verificare la presenza di possibili vulnerabilità note. Gli hacker utilizzano anche i port scanner. Questi controlli guardano quali porte di un determinato computer sono "aperte" o disponibili per accedere al computer e talvolta scoprono quale programma o servizio sta ascoltando su quella porta e il suo numero di versione. (I firewall proteggono i computer dagli intrusi limitando l'accesso alle porte e alle macchine, ma possono ancora essere elusi).
Individuazione di vulnerabilità
Gli hacker possono anche tentare di individuare le vulnerabilità manualmente. Un approccio comune è quello di cercare possibili vulnerabilità nel codice del sistema informatico, quindi testarle, talvolta effettuare ingegneria inversa sul software se il codice non viene fornito.
Attacco di forza bruta
Indovinare la password. Questo metodo è molto veloce quando viene utilizzato per controllare tutte le password corte, ma per password più lunghe vengono utilizzati altri metodi come l'attacco con dizionario, a causa del tempo che richiede un attacco di forza bruta.
Password cracking
Il Password cracking è il processo di recupero delle password dai dati memorizzati o trasmessi da un sistema informatico. Gli approcci comuni includono tentativi ripetuti di indovinare la password, di provare le password più comuni a mano e di provare le password da un "dizionario" o un file di testo con molte password.
Analizzatore di pacchetti
Un analizzatore di pacchetti ("sniffer di pacchetti") è un'applicazione che cattura i pacchetti di dati che possono essere utilizzati per catturare password e altri dati in transito sulla rete.
Attacco spoofing (phishing)
Un attacco spoofing coinvolge un programma, un sistema o un sito web che si mascherano con successo come un altro falsificando i dati e viene quindi trattato come un sistema affidabile da un utente o da un altro programma — di solito usato per ingannare programmi, sistemi o utenti a rivelare informazioni riservate quali i nomi utente e le password.
Rootkit
Un rootkit è un programma che utilizza metodi a basso livello, difficili da rilevare per sovvertire il controllo di un sistema operativo dai suoi legittimi operatori. I rootkit normalmente oscurano la loro installazione e tentano di impedire la loro rimozione attraverso una sovversione di sicurezza standard del sistema. Possono includere le sostituzioni per i binari di sistema, rendendo praticamente impossibile la loro individuazione controllando le tabelle di processo.
Ingegneria sociale
Nella seconda fase del processo di targeting, gli hacker utilizzano spesso le tecniche di ingegneria sociale per ottenere informazioni sufficienti per accedere alla rete. Possono contattare l'amministratore del sistema e atteggiarsi come un utente che non può accedere al proprio sistema. Questa tecnica è ritratta nel film Hackers del 1995, quando il protagonista Dade "Zero Cool" Murphy chiama un dipendente piuttosto ignorante in carica alla sicurezza in una rete televisiva. Presentandosi come un ragioniere che lavora per la stessa società, Dade trae in inganno il dipendente convincendolo a dargli il numero di telefono di un modem in modo da poter accedere al sistema informatico della società.
Gli hacker che utilizzano questa tecnica devono avere personalità tranquille e avere familiarità con le pratiche di sicurezza del loro obiettivo, per ingannare l'amministratore di sistema e convincerlo a fornire loro informazioni. In alcuni casi, un dipendente di help desk con un'esperienza di sicurezza limitata risponderà al telefono e sarà relativamente facile da ingannare. Un altro approccio è che l'hacker si ponga come un supervisore arrabbiato, e quando la sua autorità viene interrogata, minacci di licenziare il lavoratore dell'help desk. L'ingegneria sociale è molto efficace, perché gli utenti sono la parte più vulnerabile di un'organizzazione. Nessun dispositivo o programma di sicurezza può mantenere un'organizzazione sicura se un dipendente rivela una password a una persona non autorizzata.
L'ingegneria sociale può essere suddivisa in quattro sottogruppi:
- Intimidazione come nella tecnica del "supervisore arrabbiato" vista sopra, l'hacker convince la persona che risponde al telefono che il proprio lavoro è in pericolo a meno che non lo aiuti. A questo punto, molte persone credono che l'hacker sia un supervisore e gli danno le informazioni che cerca.
- Disponibilità l'opposto dell'intimidazione, la disponibilità sfrutta l'istinto naturale di molte persone di aiutare gli altri a risolvere i problemi. Piuttosto che agire in modo arrabbiato, l'hacker agisce in modo afflitto e preoccupato. L'help desk è il più vulnerabile a questo tipo di ingegneria sociale, in quanto (a.) Il suo scopo generale è quello di aiutare le persone; e (b) ha solitamente l'autorità di cambiare o reimpostare le password, che è esattamente quello che l'hacker vuole.
- Name-dropping l'hacker usa i nomi degli utenti autorizzati per convincere la persona che risponde al telefono che l'hacker è un utente legittimo. Alcuni di questi nomi, come quelli dei proprietari di siti web o degli ufficiali delle aziende, possono essere facilmente ottenuti online. Gli hacker sono anche noti per ottenere nomi esaminando documenti scartati ("dumpster diving").
- Tecnica l'utilizzo della tecnologia è anche un modo per ottenere informazioni. Un hacker può inviare un fax o un'email a un utente legittimo, cercando una risposta che contiene informazioni vitali. L'hacker può affermare di essere coinvolto nell'applicazione della legge e ha bisogno di determinati dati per un'inchiesta o per scopi di registrazione.

Cavalli di Troia
Un “cavallo di Troia” è un programma che sembra fare una cosa, ma in realtà ne sta facendo un’altra. Può essere utilizzato per impostare una backdoor in un sistema informatico, consentendo all'intruso di ottenere l’accesso successivamente. (Il nome si riferisce al cavallo dalla Guerra di Troia, con la funzione concettualmente simile di ingannare i difensori convincendoli a portare un intruso in un'area protetta.)
Virus informatico
Un virus è un programma auto-replicante che si diffonde inserendo copie di sé in altri codici o documenti eseguibili. Facendo questo, si comporta in modo simile a un virus biologico, che si diffonde inserendosi in cellule viventi. Mentre alcuni virus sono innocui o semplici truffe, la maggior parte sono considerati dannosi.
Computer worm
Come un virus, anche un worm è un programma auto-replicante. Diverso da un virus in quanto (a.) si propaga attraverso reti di computer senza intervento dell'utente; e (b) non ha bisogno di attaccarsi ad un programma esistente. Tuttavia, molte persone usano i termini "virus" e "worm" in modo intercambiabile per descrivere qualsiasi programma auto-replicante.
Keystroke logger
Un keylogger è uno strumento progettato per registrare ("log") ogni tasto sulla macchina interessata per recuperarli in un secondo momento, di solito per consentire all'utente di questo strumento di accedere a informazioni riservate digitate sulla macchina interessata. Alcuni keylogger utilizzano metodi simili a virus, cavalli di Troia e rootkit per nascondersi. Tuttavia, alcuni di essi sono utilizzati per scopi legittimi, anche per migliorare la sicurezza dei computer. Ad esempio, un'impresa può mantenere un keylogger in un computer utilizzato in un point of sale per rilevare prove di truffa da parte di un dipendente.
Pattern di attacco
I pattern di attacco sono definiti come serie di passaggi ripetibili che possono essere applicati per simulare un attacco contro la sicurezza di un sistema. Possono essere utilizzati per scopi di prova o individuare potenziali vulnerabilità. Essi forniscono, sia fisicamente che in riferimento, un modello comune di soluzione per prevenire un determinato attacco.
Strumenti e procedure
Un esame approfondito degli strumenti e delle procedure per gli hacker può essere trovato nella documentazione di certificazione Cengage Learning's E|CSA.

## Security hackernoti
- Andrew Auernheimer, condannato a 3 anni di carcere, è un grey hat hacker il cui gruppo di sicurezza Goatse Security ha scoperto un difetto nella sicurezza di AT&T’s iPad.
- Dan Kaminsky è un esperto di DNS che ha scoperto più difetti nel protocollo e ha esaminato i problemi di sicurezza del rootkit di Sony nel 2005. Ha parlato davanti al Senato degli Stati Uniti sulle questioni tecnologiche.
- Ed Cummings (noto anche come Bernie S) è uno scrittore di lunga data per il 2600: The Hacker Quarterly. Nel 1995, è stato arrestato e accusato di possedere una tecnologia che potrebbe essere utilizzata per scopi fraudolenti e ha stabilito precedenti giuridici dopo che gli è stata negata sia un'audizione di cauzione che un processo rapido.
- Eric Corley (conosciuto anche come Emmanuel Goldstein) è l'editore di lunga data di 2600 The Hacker Quarterly. È anche il fondatore delle conferenze Hackers on Planet Earth (HOPE). È parte della comunità degli hacker sin dalla fine degli anni '70.
- Susan Headley (nota anche come Susan Thunder) era un hacker americana attivo alla fine degli anni '70 e agli anni '80, ampiamente rispettata per la sua esperienza nell'ingegneria sociale, nel pretexting e nella sovversione psicologica.[33] È diventata pesantemente coinvolta nel phreaking con Kevin Mitnick e Lewis de Payne a Los Angeles, ma in seguito li ha incastrati per aver cancellato i file di sistema a US Leasing dopo una caduta, portando alla prima convinzione di Mitnick.[34]
- Gary McKinnon è un hacker scozzese che stava affrontando l'estradizione negli Stati Uniti per affrontare le accuse penali. Molte persone nel Regno Unito hanno chiesto alle autorità di essere gentili con McKinnon, che soffre di sindrome di Asperger. L'estradizione è stata abbandonata.[35]
- Gordon Lyon, conosciuto con l'handle Fyodor, ha scrittoNmap Security Scanner e molti libri di sicurezza di rete e siti web. È un membro fondatore del progetto Honeynet e Vice Presidente di Computer Professionals for Social Responsibility.
- Guccifer 2.0, che ha affermato di aver attaccato la rete informatica del Comitato Nazionale Democratico (DNC)
- Jacob Appelbaum è un avvocato, ricercatore di sicurezza e sviluppatore del progetto Tor. Parla a livello internazionale per l'utilizzo di Tor da parte dei gruppi di diritti umani e di altri interessati all'anonimato e alla censura di Internet.
- Jude Milhon (conosciuto come St. Jude) è stato un hacker e attivista americano, membro fondatore del movimento cypherpunk e uno dei creatori della Community Memory, il primo sistema informatico elettronico di annunci.[36]
- Kevin Mitnick è un consulente per la sicurezza informatica e autore, il criminale informatico più ricercato della storia degli Stati Uniti.[37]
- Len Sassaman era un programmatore e tecnologo belga del computer che era anche un avvocato per la privacy.
- Meredith L. Patterson è una nota tecnologa e biohacker che ha presentato ricerca con Dan Kaminsky e Len Sassaman a numerose conferenze internazionali di sicurezza e hacker.
- Kimberley Vanvaeck (conosciuta come Gigabyte) è un hacker belga conosciuta per aver scritto il primo virus in C#.[38]
- Michał Zalewski (lcamtuf) è un importante ricercatore di sicurezza.
- Rafael Núñez (conosciuto come RaFa), è stato un famigerato hacker che è stato ricercato dal Federal Bureau of Investigation nel 2001. Da allora è diventato un rispettato consulente per la sicurezza informatica e un avvocato della sicurezza online dei bambini.
- Solar Designer è lo pseudonimo del fondatore del progetto Openwall.

## Usanze
Il computer underground ha prodotto il proprio slang specializzato, come il 1337speak. I suoi membri spesso sostengono la libertà di informazione, contrastando fortemente i principi del diritto d'autore, nonché i diritti della libertà di parola e della privacy.  La scrittura di software e l'esecuzione di altre attività a sostegno di queste visioni è definito hacktivismo. Alcuni considerano il cracking illegale eticamente giustificato per questi obiettivi; una forma comune è il defacing di un sito. Il computer underground è spesso confrontato con il Wild West. È comune per gli hacker utilizzare alias per nascondere le loro identità.

### Gruppi e convegni di hacker
Il computer underground è supportato da incontri del mondo reale chiamati convenzioni hacker o "hacker cons". Questi eventi includono SummerCon (Estate), DEF CON, HoHoCon (Natale), ShmooCon (Febbraio), BlackHat, Chaos Communication Congress, AthCon, Hacker Halted, and HOPE. I gruppi Hackfest locali organizzano e competono per sviluppare le proprie capacità con l'obiettivo di inviare una squadra ad una convenzione importante per competere nel gruppo di pentesting, di exploit e di forensics in una più ampia scala. I gruppi di hacker sono diventati popolari nei primi anni '80, offrendo accesso a informazioni e risorse hacker e un luogo per imparare da altri membri. I Bulletin board system (BBSs), come Utopias, hanno fornito piattaforme per la condivisione di informazioni via modem remoto. Gli hacker potrebbero anche guadagnare credibilità associandosi a gruppi di élite.

## Conseguenze dell'hacking dannoso

### India
| Sezione | Reato | Punizione                                                        |
| ------- | --- | ---------------------------------------------------------------- |
| 65      | Manomissione di documenti di origine informatica – Chiusura intenzionale, distruzione o alterazione del codice sorgente quando il codice sorgente informatico deve essere tenuto o mantenuto per la legge per il momento in vigore | Reclusione fino a tre anni, e/o con ammenda fino a 20000 rupie.  |
| 66      | Hacking | Reclusione fino a tre anni, e / o con ammenda fino a 50000 rupie |

### Paesi Bassi
- L'articolo 138ab di Wetboek van Strafrecht vieta il computervredebreuk, che è definito come l’intrusione in un lavoro automatizzato o di una parte di esso con l'intenzione e contro la legge. L'intrusione è definita come accesso per mezzo di:
  - Sconfitta delle misure di sicurezza
  - Con mezzi tecnici
  - Con falsi segnali o un falso codice crittografico
  - Utilizzando nome utente e password rubati.

La carcerazione massima è di un anno o una multa della quarta categoria.

### Stati Uniti
Il Titolo 18 del Codice degli Stati Uniti sezione 1030, più comunemente noto come Computer Fraud and Abuse Act, vieta l'accesso o il danno non autorizzati di "computer protetti". I "Computer protetti" sono definiti nel Titolo 18 del Codice degli Stati Uniti sezione 1030(e)(2) come:
- Un computer di uso esclusivo di un'istituzione finanziaria o del governo degli Stati Uniti o, nel caso di un computer non esclusivamente utilizzato a tale scopo, utilizzato da o per un istituto finanziario o il governo degli Stati Uniti e il comportamento che costituisce l’infrazione influenza l’uso da parte dell'istituzione finanziaria o del governo.
- Un computer utilizzato o interessato al commercio o alla comunicazione interstatale o estero, incluso un computer situato al di fuori degli Stati Uniti che viene utilizzato in modo da influenzare il commercio o la comunicazione interstatale o straniera degli Stati Uniti;

La massima reclusione o multa per le violazioni del Computer Fraud and Abuse Act dipende dalla gravità della violazione e dai precedenti di violazione da parte del delinquente ai sensi della legge.

## L’hacking e i media

### Riviste hacker
Le pubblicazioni più importanti per la stampa sugli hacker sono Phrack, Hakin9 e 2600 The Hacker Quarterly. Mentre le informazioni contenute nelle riviste hacker e nei giornali online erano spesso obsolete dal momento in cui sono state pubblicate, hanno rafforzato la reputazione dei loro contributori documentando i loro successi.

### Hacker nella fiction
Gli hacker mostrano spesso un interesse per la letteratura e film di cyberpunk e della cybercultura. L'adozione di pseudonimi dalle fiction, simboli, valori e metafore da queste opere è molto comune.

#### Libri
- I romanzi di cyberpunk di William Gibson - in particolare la trilogia dello Sprawl - sono molto popolari tra gli hacker.[44]
- Helba dalla serie .hack manga e anime
- Merlin of Amber, protagonista della seconda serie di The Chronicles of Amber di Roger Zelazny, è un giovane principe hacker immortale che ha la capacità di attraversare le dimensioni dell'ombra.
- Lisbeth Salander in Uomini che odiano le donne di Stieg Larsson
- Alice da Heaven's Memo Pad
- Ender's Game di Orson Scott Card
- Evil Genius di Catherine Jinks
- Hacker (anthology) di Jack Dann e Gardner Dozois
- Little Brother di Cory Doctorow
- Neuromancer di William Gibson
- Snow Crash di Neal Stephenson

#### Film
- Antitrust
- Blackhat
- Cypher
- Eagle Eye
- Enemy of the State
- Firewall
- Uomini che odiano le donne
- Hackers
- Die Hard - Vivere o morire
- Matrix (trilogia)
- The Net - Intrappolata nella rete
- The Net 2.0
- I pirati di Silicon Valley
- Skyfall
- I signori della truffa
- Codice: Swordfish
- Takedown
- Tron
- Tron: Legacy
- Nella rete del serial killer
- Wargames - Giochi di guerra
- La donna esplosiva
- Il quinto potere
- Who Am I – No System Is Safe (film)

### Libri non-fiction
- L'arte dell'inganno di Kevin Mitnick
- L'arte dell'intrusione di Kevin Mitnick
- The Cuckoo's Egg di Clifford Stoll
- Ghost in the Wires: My Adventures as the World's Most Wanted Hacker di Kevin Mitnick
- The Hacker Crackdown di Bruce Sterling
- The Hacker's Handbook di Hugo Cornwall (Peter Sommer)
- Hacking: The Art of Exploitation Second Edition do Jon Erickson
- Out of the Inner Circle di Bill Landreth e Howard Rheingold
- Underground di Suelette Dreyfus